# Vicious (песня Сабрины Карпентер)
«Vicious» — песня, записанная американской певицей Сабриной Карпентер с её пятого студийного альбома Emails I Can’t Send (2022). Трек был написан Карпентер, Эми Аллен и продюсером Джейсоном Эвиганом. Песня была выпущена лейблом Island Records в качестве третьего сингла с альбома 1 июля 2022 года.

## Предыстория и выпуск
15 июня Карпентер опубликовала видео на TikTok с фрагментом песни и ссылкой для предварительного сохранения. Сингл был выпущен 1 июля 2022, в качестве продолжения Fast Times, для продвижения её готовящегося к выходу пятого студийного альбома. Карпентер исполнила песню на показе NMPA и Billboard Grammy Week.

## Кредиты и персонал

### Запись и менеджмент
- Записано в Chumba Meadows (Тарзана, Калифорния)

- Сведено в студии звукозаписи Henson (Лос-Анджелес, Калифорния)

- Мастеринг в Sterling Sound (Эджуотер, Нью-Джерси)
- Sabalicious Songs (BMI), Big Tall Guy Music (BMI), администрируемые Sony/ATV Songs LLC, Kenny + Betty Tunes/super real Songs/Artist Publishing Group West (ASCAP), все права принадлежат Kobalt Songs Music Publishing

### Персонал
- Сабрина Карпентер — ведущий вокал, автор песен
- Джейсон Эвиган — автор песен, продюсирование, запись, программирование, гитара, бас, синтезаторы
- Эми Аллен — автор песен
- Джексон Рау — запись
- Джош Гудвин — сведение

- Хайди Ванг — инженер по микшированию

- Уилл Квиннелл — мастеринг

Титры указаны в соответствии с примечаниями к альбому Emails I Can’t Send.